# Walter Layton
Walter Thomas Layton, 1:e baron Layton, född 15 mars 1884, död 14 februari 1966, var en brittisk nationalekonom.
Layton bedrev ekonomiska studier vid olika universitet och var från 1922 redaktör för The Economist och tillhörde från 1930 ledningen för News Chronicle. Han anlitades ofta av regeringen som finansexpert och tillhörde den brittiska delegationen vid den ekonomiska världskonferensen 1927. Layton deltog även vid utarbetandet av Youngplanen och tillhörde det utskott, som förberedde Londonkonferensen 1933. Detta utskott lämnade han dock 1932, då han inte kunde stödja regeringens protektionistiska handelspolitik.